# Felipe Arche Hermosa
Felipe Arche Hermosa (Camargo, 1911-Madrid, 23 de octubre de 1987 )  fue un político español, procurador en Cortes y gobernador civil durante el franquismo.
Militante de Falange Española, en 1935 fue jefe local en Muriedas y en 1936 jefe local en Santander, donde fue uno de los organizadores del golpe de Estado del 18 de julio. En abril de 1943 fue nombrado miembro de la gestora que gobernaba la Diputación Provincial de Santander, cargo que ocupó hasta abril de 1949. De 1946 a 1949 fue procurador en Cortes designado por Delegación Nacional de Sindicatos. De noviembre de 1950 a febrero de 1963 fue gobernador civil de la provincia de Jaén. Después de 13 años en el cargo fue nombrado gobernador civil de la provincia de Alicante, cargo que ocupó hasta abril de 1966. Luego formó parte del consejo de administración de la empresa Distribuciones de Butano Crae S. A. (Dibucrae), del que también fue presidente hasta su muerte en octubre de 1987.

## Obras
- Jaén resurge: (memoria de XII años de gobierno) (1963)